# نوی‌وید
نوی‌وید (به آلمانی: نویوید) یک شهر در آلمان است که در نوی‌وید واقع شده‌است.

## خصوصیات
نوی‌وید ۶۵٬۷۵۰ نفر جمعیت دارد.

## خواهرخوانده
شهرهای گوتزرو، آلمریا، منطقه بروملی لندن، Drom HaSharon Regional Council و Beverwijk خواهرخوانده‌های نوی‌وید هستند.